# Debbie Armstrong
Deborah Rae »Debbie« Armstrong, ameriška alpska smučarka, * 6. december 1963, Salem, Oregon.
Največji uspeh kariere je dosegla na Olimpijskih igrah 1984, ko je postala olimpijska prvakinja v veleslalomu. V svetovnem pokalu je tekmovala šest sezon med letoma 1982 in 1988 ter dosegla eno uvrstitev na stopničke.